# Рождественский, Борис Александрович
Борис Александрович Рождественский (10 июля 1901, Екатеринослав, — 16 декабря 1987, Москва) — советский военный деятель, генерал-лейтенант (11.05.1949 год). Доцент.

## Начальная биография
Родился 10 июля 1901 года в Екатеринославе, ныне Днепр.
В марте 1918 года был призван в ряды РККА и назначен на должность помощника делопроизводителя в Тульском губернском военном комиссариате, а в июне 1919 года — на должность адъютанта Управления воздушной обороны Тульского укрепрайона (Московский военный округ). В мае 1920 года был направлен на учёбу на Тульские пехотные командные курсы, после окончания которых с февраля 1921 года на этих же курсах исполнял должности командира взвода и помощника командира роты.

## Межвоенное время
В апреле 1924 года был назначен на должность командира роты во Владикавказской пехотной школе. В сентябре 1925 года был направлен на учёбу на стрелково-тактические курсы «Выстрел», которые закончил в сентябре 1926 года и в декабре 1927 года был назначен на должность командира для поручений при начальнике штаба Среднеазиатского военного округа. В сентябре 1929 года был направлен на учёбу в Военную академию имени М. В. Фрунзе, после окончания которой в марте 1932 года был направлен в ОКДВА, где исполнял должности помощника начальника 1-го сектора, начальника 1-го отделения 1-го отдела и начальника этого же отдела штаба армии.
С марта 1938 года находился под следствием органов НКВД, но вскоре был освобождён за отсутствием состава преступления и в июле 1940 года был восстановлен в рядах РККА и в сентябре того же года был назначен на должность преподавателя кафедры общей тактики Военной академии имени М. В. Фрунзе.

## Великая Отечественная война
С началом войны состоял в распоряжений Военного совета Московского военного округа.
В июле 1941 года был назначен на должность начальника оперативного отдела штаба 32-й армии, в августе — на должность заместителя начальника, затем — на должность начальника штаба 52-й армии, в марте 1942 года — на должность начальника штаба 2-й ударной армии, а в конце того же месяца — на должность начальника штаба 4-й армии. В ноябре 1943 года Рождественский был назначен на должность командира 111-го стрелкового корпуса, который принимал участие в боевых действиях в ходе Ленинградско-Новгородской, Псковско-Островской и Рижской наступательных операций, а также в освобождении городов Чудово, Дно, Порхов и Рига.

## Послевоенная карьера
После окончания войны находился на прежней должности.
В январе 1946 года был назначен на должность старшего преподавателя, в октябре 1948 года — на должность заместителя начальника кафедры тактики высших соединений Высшей военной академии имени К. Е. Ворошилова, в июле 1953 года — на должность старшего военного советника командующего войсками ВО НОАК, а в ноябре 1954 года — на должность заместителя главного советника и старшего советника начальника Генштаба НОАК.
В июне 1957 года доцентом был прикомандирован к Генштабу ВС СССР для научно-исследовательской работы.
В октябре 1960 года вышел в запас в звании генерал-лейтенанта. Умер 16 декабря 1987 года в Москве.

## Награды
- Орден Ленина;
- Четыре ордена Красного Знамени;
- Орден Кутузова 2 степени;
- Орден Отечественной войны 1 степени (1985)[1];
- Медали.